# جمعية الأمير عبد المجيد للمعوقين
جمعية الأمير عبد المجيد للمعوقين هي جمعية خيرية في مكة المكرمة تصل تكلفت الجمعية إلى 30 مليون ريال وأسهمت الجمعية فيه بمبلغ عشرة ملايين ريال كما حظي الوقف بدعم كريم من الأمير فيصل بن عبد المجيد بن عبد العزيز بثلاثة ملايين ريال. ويأتي وقف الأمير عبد المجيد بن عبد العزيز .وهو عبارة عن عمارتين وقفيتين تم التعاقد على شرائها بمبلغ 30 مليونا أحد أوقاف الجمعية التي تسعى من خلالها إلى تقديم خدماتها المجانية للآلاف من الأطفال المعوقين ذهنيا وجسدياً سنويا وتأهيل المئات منهم للالتحاق بمدارس التعليم العام وذلك عبر مراكزها المنتشرة في مختلف مناطق المملكة. في جميع مراكزها المنتشرة في المملكة.